# 사시키지촌
사시키지촌(差木地村)은 일본 도쿄도 오시마 지청 관내에 설치되었던 촌이다. 현재의 오시마정의 일부에 해당한다.